# Дисциплінарна відповідальність
Дисципліна́рна відповіда́льність (на підприємстві) (англ. disciplinary liability, нім. disziplinarische Verantwortlichkeit f) – відповідальність робітників і службовців за порушення трудової дисципліни, яке виражається у накладенні стягнень адміністрацією підприємства чи установи. 
Такі порушення можуть бути виражені як у діях, так і у бездіяльності, допускатися як свідомо, так і з необережності. Деякі категорії державних службовців у зв'язку з виконанням своїх повноважень відповідають у дисциплінарному порядку і за проступки, які порочать їх як державних службовців або дискредитують органи, в яких вони працюють (керівники, державні службовці — співробітники правоохоронних органів, військовослужбовці та ін.). 
Законодавством закріплено такі види дисциплінарної відповідальності державних службовців:

1) у порядку, встановленому законами України;

2) у порядку, встановленому Кодексом законів про працю (далі — КЗпП);

3) відповідно до правил внутрішнього трудового розпорядку для робітників і службовців;

4) на підставі дисциплінарних статутів та спеціальних положень, чинних у низці галузей управління і деяких сферах державної діяльності.

## Використані джерела
- Кодекс законів про працю України [Архівовано 11 липня 2019 у Wayback Machine.]
- ЗАКОН  УКРАЇНИ  Про державну службу  [Архівовано 6 лютого 2021 у Wayback Machine.]
- ПОСТАНОВА    КМУ  від 13 червня 2000 р. N 950 Про затвердження Порядку проведення службового розслідування стосовно осіб, уповноважених на виконання функцій держави або органів  місцевого самоврядування  [Архівовано 3 лютого 2022 у Wayback Machine.]